# 伊藤治夫
伊藤 治夫（いとう はるお、1938年1月15日 - ）は日本の国際経済学者。専門は中東経済。

## 略歴
横浜国立大学経済学部卒業後、東洋大学大学院経済学研究科修士課程修了。東急百貨店勤務を経て、日本貿易振興会(JETRO)に勤務し、ベイルート・ジャパン・トレード・センター駐在、海外調査部など主として海外経済の調査活動に従事した。神奈川大学経済学部、横浜国立大学経済学部の非常勤講師を経て、西南学院大学経済学部教授。2009年3月退職。著書に「アラブ経済の旅」「バグダードからアデンまで」「OPEC危機の構造」「中東産油国の工業開発」「中東政治経済論」など

## 受賞
- 海外経済協力強調運動実施協議会主宰懸賞論文入賞「海外経済協力の重要性とわが国の役割」